# Ecclesia Dei

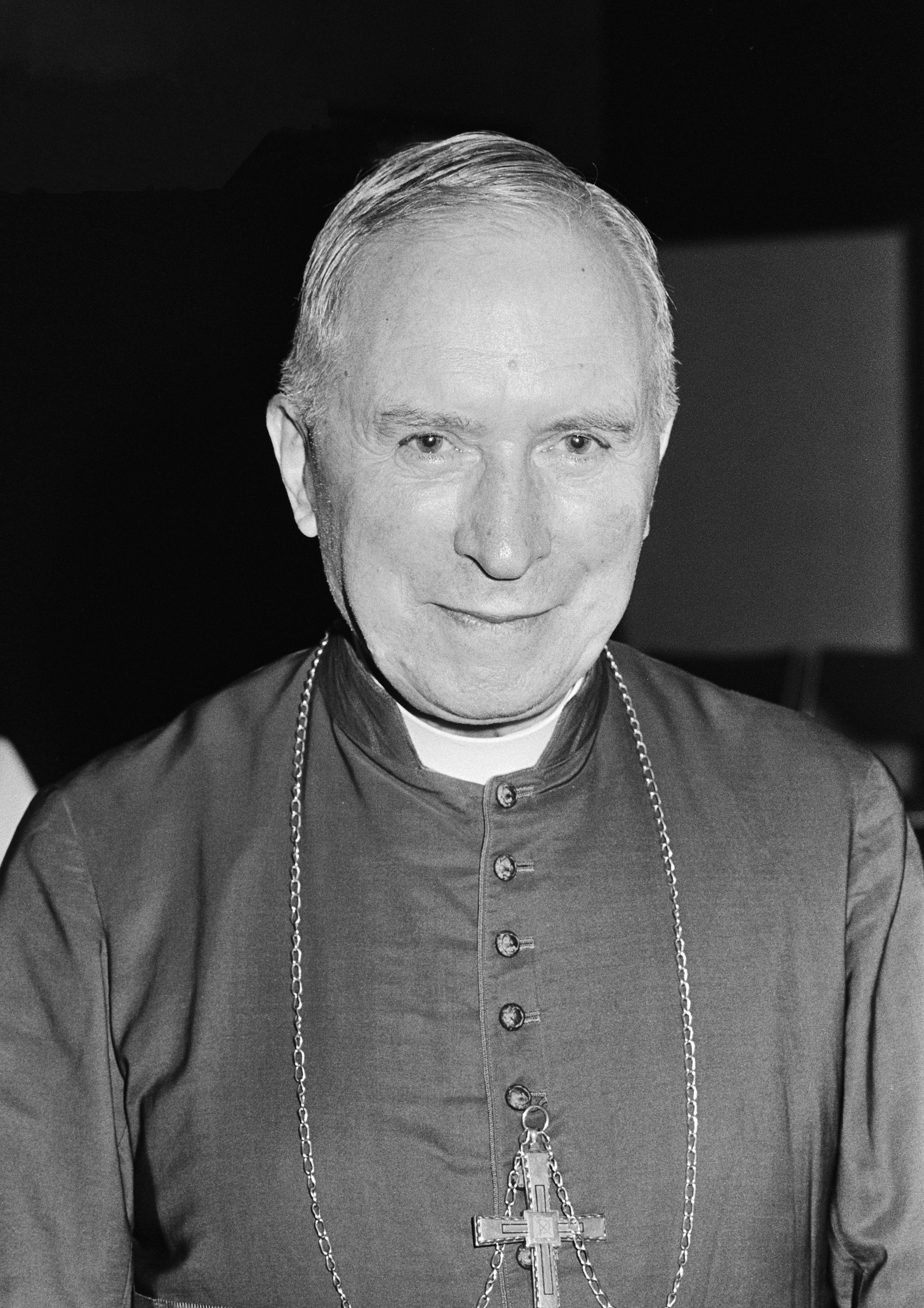
Arcibiskup Marcel Lefebvre

Ecclesia Dei je motu proprio Jana Pavla II. z 2. července 1988, který se vyjadřuje k záležitost nepovoleného vysvěcení čtyř biskupů Marcelem Lefebvrem, někdejším dakarským arcibiskupem a zakladatelem Kněžského bratrstva sv. Pia X. V motu proprio  je oznámena i arcibiskupova exkomunikace. 
Dokument taktéž zřizuje Papežskou komisi Ecclesia Dei, která má dbát o následovníky Marcela Lefebvra. Upravuje taktéž podmínky pro slavení tzv. tridentské mše.

## Historie
Arcibiskup Lefebvre, který rezignoval po druhém Vatikánském koncilu na církevní funkce, se rozhodl vysvětit čtyři nové biskupy i bez souhlasu papeže. K tomu kroku byl veden obavou o další možná kněžská svěcení, která může provádět jen biskup, protože se domníval, že brzy zemře a po jeho skonu nebbnude ikdo, kdo by vysvětil nové kněze z bratrstva svatého Pia X., kteří zůstali v intencích Quo primum u vysluhování mše svaté (a dalších svátostí) v tradiční formě. Dle pozice Vatikánu tím kanonické právo arcibiskup Lefebre porušil hned dvakrát:
1.) K vysvěcení byť jen jednoho biskupa je potřeba souhlas papeže.
2.) Nově vysvěcení, kteří nepochází z jeho diecéze (Lefebvre v době svěcení už byl jen titulárním biskupem, takže žádnou existující diecézi neměl) by museli mít propouštěcí list svého diecézního biskupa, což ani jeden nově vysvěcení neměl.
Arcibiskup se nicméně dovolával na fakulty, které umožňují za specifických okolností vysvětit biskupa i bez papežova souhlasu i bez propouštěcího listu.